# Al Wasl FC
Al Wasl Football Club (arabisk:  نادي الوصل لكرة القدم) er en professionel fodboldklub i Dubai, der spiller i den De Forenede Emiraters bedste liga, UAE Football League. Klubben er en del af sportsklubben Al Wasl SC. Argentinas fodboldlegende Diego Maradona var manager i klubben i 2011 og 2012.
Klubben blev grundlagt i 1960.